# Çayqaraqoyunlu
Çayqaraqoyunlu è un comune dell'Azerbaigian situato nel distretto di Şəki. Conta una popolazione di 1 560 abitanti.